# Glewo (województwo zachodniopomorskie)
Glewo – osada w Polsce położona w województwie zachodniopomorskim, w powiecie szczecineckim, w gminie Grzmiąca.